# Norbert Lammert

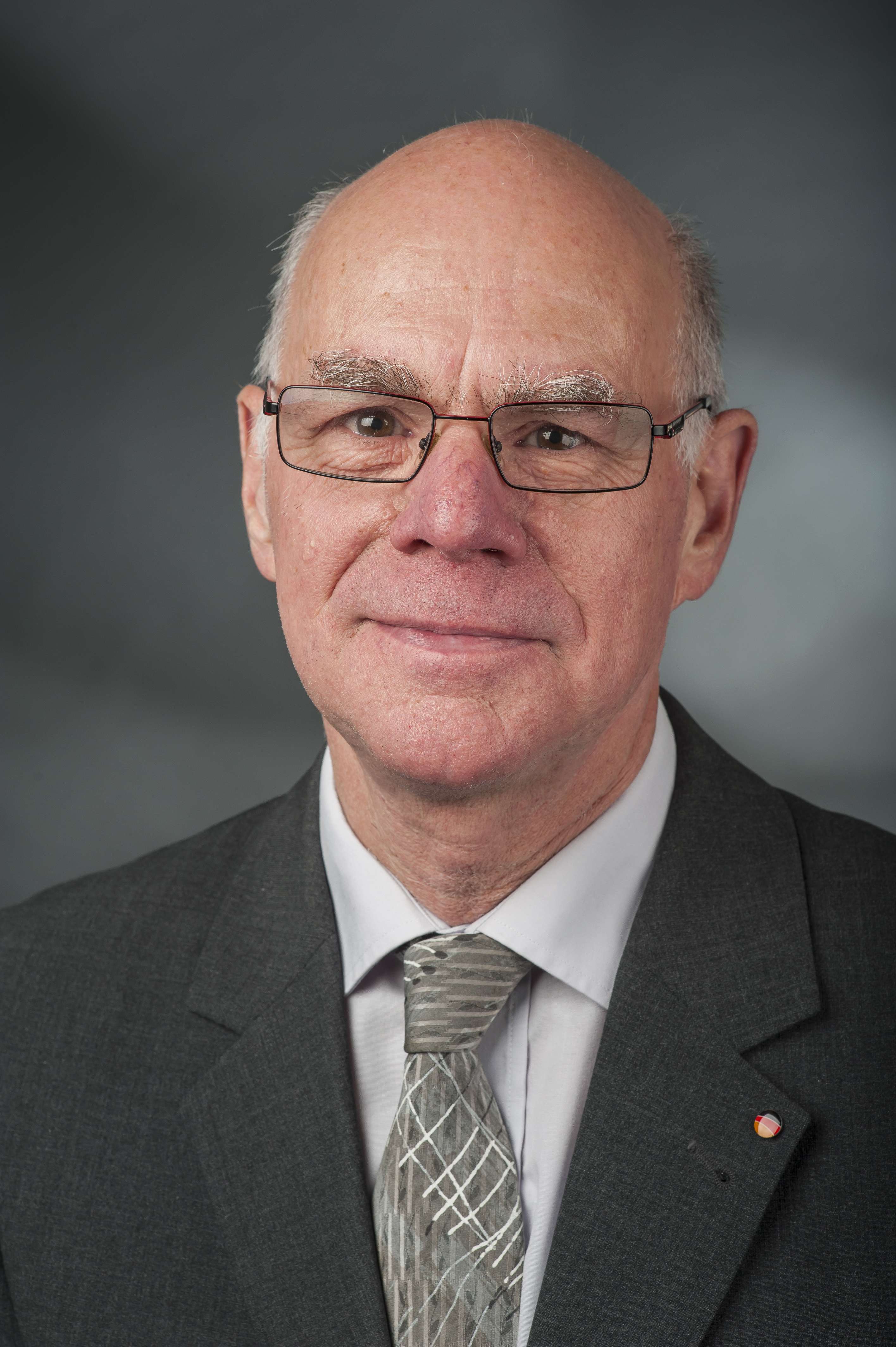
Norbert Lammert

Norbert Lammert (Bochum, 16 november 1948) is een Duitse politicus.
Na zijn eindexamen ging Lammert eerst in dienst en studeerde daarna politicologie en geschiedenis aan de universiteit van Bochum, waarbij hij ook een tijd studeerde aan de Universiteit van Oxford. Hij promoveerde in de polticologie en gaf daarna enkele jaren les in het hoger beroepsonderwijs. 
In 1966 werd hij lid van de CDU. Hij vervulde voor die partij verschillende bestuurlijke functies binnen de deelstaat Noordrijn-Westfalen. Van 1975 tot 1980 was hij gemeenteraadslid in Bochum. In dat jaar werd hij gekozen in de Bondsdag. In 1989 werd hij staatssecretaris van Onderwijs en wetenschap in de regering van Helmut Kohl. In 1994 werd hij staatssecretaris van Economische Zaken.
In 2002 werd hij gekozen tot vicevoorzitter van de Bondsdag. Na de verkiezingen van september 2005 werd hij met overweldigende meerderheid gekozen tot voorzitter van de Bondsdag, als opvolger van de sociaaldemocraat Wolfgang Thierse. Hij behield die functie tot 2017. Sinds 2018 is hij voorzitter van de Konrad Adenauer Stichting.
- Gemeinsame Normdatei: 118003674
- International Standard Name Identifier: 0000 0001 1073 5965
- Library of Congress Control Number: n88623167
- Nationale Bibliotheek van Tsjechië: jo2003204346
- Nationale Bibliotheek van Israël: 987007417091805171
- Nationale Bibliotheek van Polen: a0000003423855
- Nederlandse Thesaurus van Auteursnamen: 382745531
- Système universitaire de documentation: 078082579
- Virtual International Authority File: 84159439
- WorldCat: E39PBJycMCVhJJxxp8CyywMdcP